# Vetchernï Bichkek
Vetchernï Bichkek (en russe Вечерний Бишкек, en Kirghize Кечки Бишкек, littéralement Le Bichkek du soir) est un titre de presse russe publié au Kirghizistan et fondé en 1974. 

## Historique
Le comité de la ville de Frounzé, sous l'égide du parti communiste du Kirghizistan (en), fonde le Vetchernï Frunze.
En 1991, le journal prend son nouveau nom, Vetchernï Bichkek, en même temps que Frounzé devient Bichkek.

## Direction
Vetchernï Bichkek est édité par Gennadiy Kuz'min, tandis que l'édition en ligne l'est par Dina Maslova.
Le propriétaire du journal est Alexander Kim, également propriétaire d'Agym (en).

## Site officiel
- Site officiel